# Джонні Замша
«Джонні Замша» (англ. Johnny Suede) — американський драмедійний фільм 1991 року, режисерський дебют Тома ДіЧілло, у якому знялися Бред Пітт, Кетрін Кінер, Келвін Левелз і Нік Кейв.

## Синопсис
Джонні — молодик із яскравим характером і величезним помпадуром на голові, який мріє стати рок-зіркою, як його кумир Рікі Нельсон. Він переконаний, що має все, що потрібно для цього образу, крім пари чорних замшевих черевиків. Однієї ночі пара чорних замшевих черевиків таємничим чином з'являється на даху телефонної будки, якою він користувався.
Незабаром Джонні знайомиться з Дарлетт — пристрасною, богемною жінкою, з якою в нього зав’язуються стосунки. Незважаючи на ревнивого й агресивного бойфренда Дарлетт, Джонні продовжує бачитися з нею щодня. Коли його доходи майже зводяться нанівець, він змушений закласти свою гітару, щоб сплатити оренду, але Дарлетт загадково зникає. Його друг Дік позичає йому гроші, щоб повернути гітару з ломбарду, і разом вони створюють музичний гурт. Пригнічений зникненням Дарлетт, Джонні безцільно блукає Нью-Йорком, аж поки не зустрічає Івонн. Івонн допомагає Джонні зрозуміти, що в житті є речі важливіші, ніж пара чорних замшевих туфель.

## Акторський склад
| Актор                | Роль         |
| -------------------- | ------------ |
| Бред Пітт            | Джонні Сьюд  |
| Кетрін Кінер         | Івонн        |
| Келвін Левелз        | Дік          |
| Нік Кейв             | Freak Storm  |
| Майкл Лучано         | містер Клепп |
| Елісон Мойр          | Дарлетт      |
| Семюел Лірой Джексон | Бі-Боп       |

## Виробництво
Приблизно у 1985 році, відвідуючи курси акторської майстерності у Нью-Йорку, Том ДіЧілло був вражений місцевим панк-рухом та відродженням рокабіллі на чолі з Елвісом Костелло, The Stray Cats і The Clash.  Перетворивши особистий досвід на монологи, він створив персонажа, вразливість якого приховується поверхневою крутістю епохи п'ятдесятих, перебільшеною до безглуздості. ДіЧілло спочатку сплів те, що у нього було, в моновиставу тривалістю в одну годину, а потім виклав на папері перший варіант сценарію. Через вісім місяців він завершив четвертий варіант. Отримавши позитивний відгук від свого друга Джима Джармуша, ДіЧілло звернувся до німецького телебачення ZDF, яке надало йому вісімдесят тисяч доларів. Додаткове фінансування надійшло від Національного фонду мистецтв на суму двадцять п'ять тисяч доларів, а також пакет Panavision і допомога зі сценарієм від лабораторії Sundance Lab. Приблизно з 1988 по 1989 рік, перебуваючи на Каннському кінофестивалі, ДіЧілло випадково уклав угоду з південноафриканським продюсером, згідно з якою він продав світові права на свій фільм за триста тисяч доларів; цю угоду він згодом назве «хиткою, але все ж я відчував, що варто було ризикнути, тож вирішив піти на це».

### Кастинг
Препродакшн, перші кастинги та пошуки Джонні швидко розгорнулися. У серпні 1989 року, не знайшовши того, що шукали в Нью-Йорку, ДіЧілло та його кастинг-директор Марсія Шульман вирушили до Лос-Анджелеса, де Бред Пітт був передостаннім кандидатом, якого вони бачили. ДіЧілло згадує: «У його резюме було небагато. Насправді у нього було лише дві речі: він знявся в невеликому канадському телесеріалі і щойно закінчив зйомки того, що він вважав своєю єдиною справжньою роботою в кіно — щось під назвою «Тельма і Луїза», про що ніхто не чув, бо фільм ще навіть не був змонтований». Переконавшись, що Пітт — це Джонні Замша, ДіЧілло доручив кастинг своєму південноафриканському продюсеру, якого згодом замінила Рут Вальдбургер, коли термін дії контракту з південноафриканцем сплив. Зрештою, фільм було знято у Вільямсбурзі, Бруклін, за 30 днів, з листопада по грудень 1990 року.

### Музика
Оригінальну музику до фільму написав легенда рокабіллі Лінк Рей. Згодом на Netflix з'явилася версія, з якої було вилучено 8 хвилин музики Рея. ДіЧілло заперечував проти цієї версії, і згодом йому дозволили самому перемонтувати фільм, видаливши сцени та закадровий голос, які були додані дистриб'ютором.

## Випуск
Фільм був представлений у конкурсі на Міжнародному кінофестивалі в Локарно в Швейцарії, де його побачив Марк Туск з Miramax, який, будучи переконаний, що Пітт стане кінозіркою, закликав Гарві Вайнштейна зробити безпрецедентний крок і придбати права на фільм, який він ще не бачив. «Джонні Замша» отримав нагороду за найкращий фільм на фестивалі, і дистриб'юторська угода була укладена.
За повідомленнями, фільм зібрав у американському прокаті $90,091 при виробничому бюджеті в $500,000, хоча його показували лише в одному кінотеатрі.

### Цитовані твори
- Lowenstein, Stephen, ред. (2002). My First Movie: 20 Celebrated Directors Talk about Their First Film. London: Penguin Books. ISBN 0-14-200220-8.